# 拜里基島

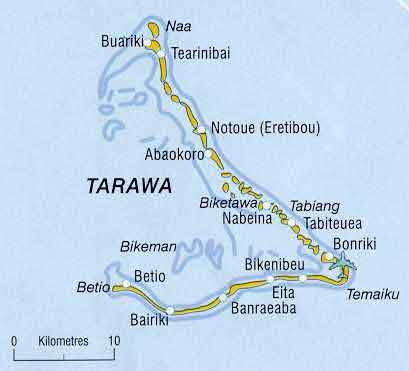

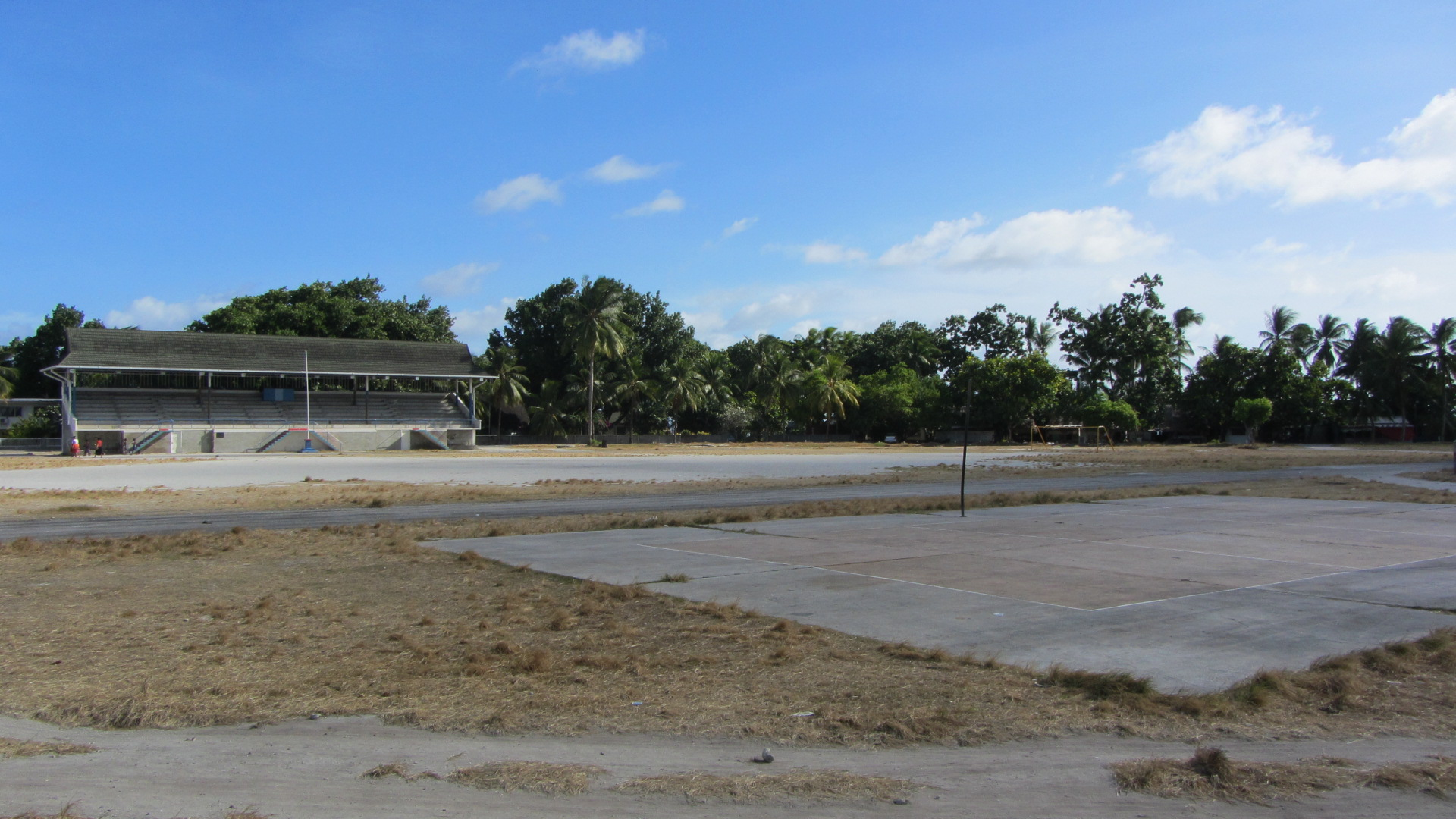
位於拜里基的國家體育場

拜里基島（英語：Bairiki）是基里巴斯的島嶼，屬於塔拉瓦環礁的一部分，由南塔拉瓦管轄。長2.9公里、寬0.65公里，面積0.51平方公里，2005年人口2,766。為多數政府機關和高級專員公署的所在地。